# Jumbo (мережа супермаркетів)
Jumbo — мережа супермаркетів, розташованих у Нідерландах та Бельгії, є частиною приватної групи Ван Ерд (Van Eerd). Налічує більш ніж 700 магазинів, у тому числі міні маркети Jumbo City, 8 продовольчих ринків Foodmarket та мережу ресторанів La Place. Має службу доставки та можливість зробити онлайн заказ через сайт Jumbo.com. Мережа Jumbo займає друге місце (22 % ринку) за розміром супермаркетів у Нідерландах після Albert Heijn.

## Історія заснування
18 жовтня 1979 року Ян і Аніта Мерс відкрили перший супермаркет Jumbo в будівлі колишньої церкви в Тілбурзі. Він був названий на честь слона Джамбо. У 1983 році Van Eerd купив магазин Jumbo у сім'ї Meurs і розширив його, спочатку в південних провінціях, а потім по всій країні.

## Розвиток мережі
Жовтень 2005 року — відкриття Jumbo у Валтермонді, Дренте. Jumbo є в кожній провінції Нідерландів.
Травень 2006 року в Нідерландах було відкрито 77 закладів. Головний офіс і дистриб'юторський центр знаходяться у Вегелі, регіональні дистриб'юторські центри: Бейлен, Драхтен і Ден Бош.
2009 рік — Jumbo придбала мережу супермаркетів Super de Boer.
Листопад 2011 року — Jumbo придбала мережу супермаркетів C1000 від CVC та стала другою за величиною мережею супермаркетів у Нідерландах після Albert Heijn.
26 січня 2016 року Jumbo купила мережу ресторанів V&D, La Place, що збанкрутіли.
2019 рік: Jumbo придбала регіональну мережу супермаркетів Agrimarkt та відкрила свій перший магазин у Бельгії.
2021 рік: Jumbo під керівництвом сина Van Eerd — Фрітса отримала звання «королівська».
2022 рік. У вересні заарештували генерального директора компанії Фрітса ван Ерда, сина Karel van Eerd, під час розслідування відмивання грошей через операції з нерухомістю, торгівлю автомобілями та спонсорство в мотокросі. Незалежне розслідування спонсорської дільності Jumbo не виявило кримінальних злочинів чи порушень. Ван Ерд залишив посаду генерального директора в жовтні 2022 року після розслідування щодо відмивання грошей. 15 грудня 2022 року Карел ван Ерд, засновник мережі супермаркетів Jumbo, помер після тривалої хвороби у віці 84 роки.
2023 рік. У березні 2023 року Jumbo оголосила про призначення Тона ван Віна новим генеральним директором замість Фрітса ван Ерда. Складовою частиною стратегії компанії нового генерального директора Тона ван Віна є припинення будь-якого спортивного спонсорства.